# Xe siècle en Lorraine

Cette page est une liste d'événements qui se sont produits au dixième siècle sur le territoire actuel de la  Lorraine.

## Éléments contextuels
- En Lorraine, comme dans d'autres royaumes francs, des liens étroits unissaient l'un à l'autre, l'État et l'Église [1] Les souverains intervenaient de manière autoritaire dans les élections des évêques et abbés.

## Événements

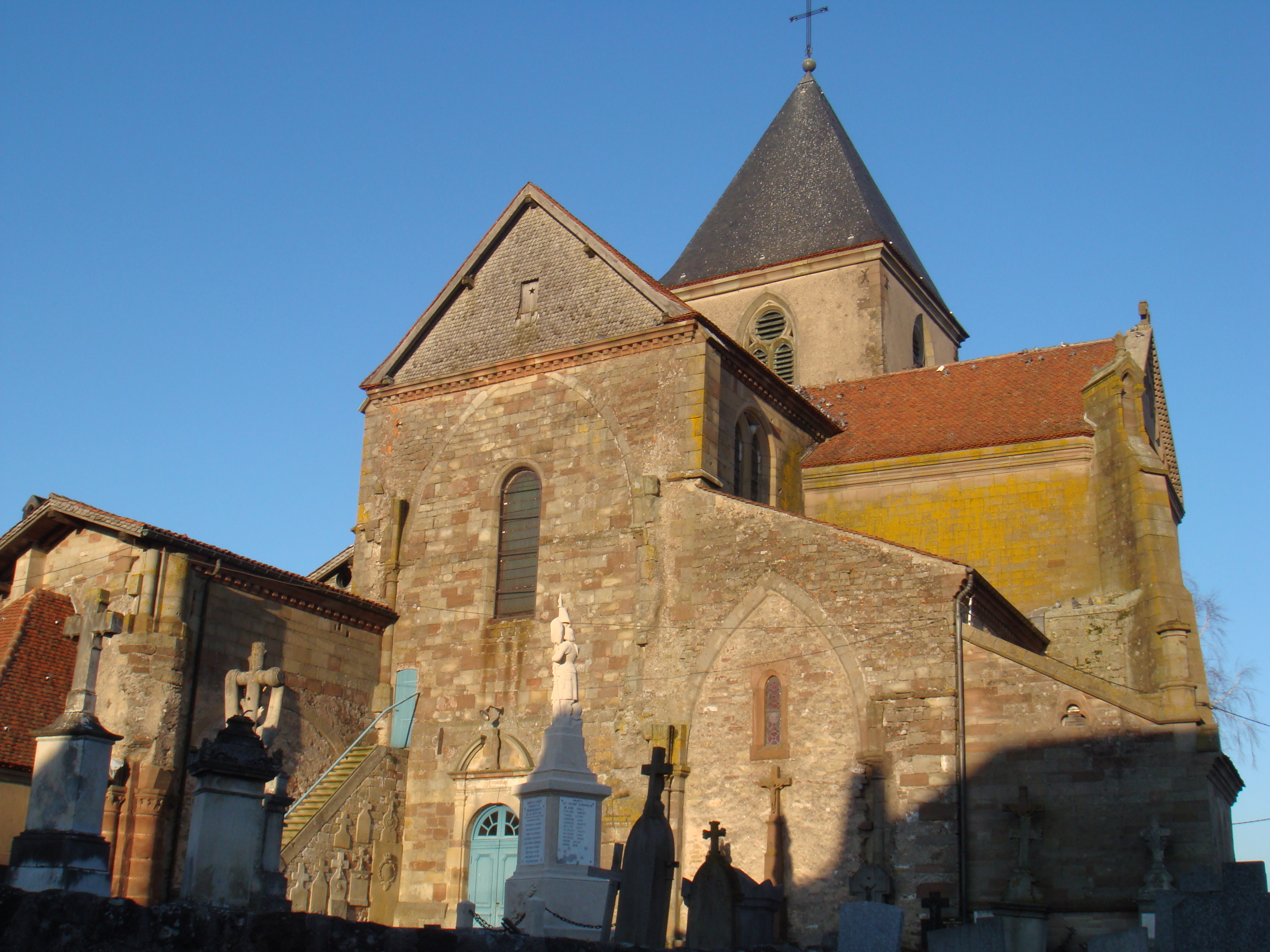
Eglise Abbatiale de Hesse (Moselle, France)

- Des fouilles archéologiques ont confirmé des traces d'une présence humaine à Épinal au Xe siècle. Un dépotoir a été retrouvé, ainsi que des traces de clôtures et des latrines.

- Début de la construction de l'Abbaye de Hesse.

### Années 901 à 910
- 900 à 923 : la région est sous domination des Germains puis des Français.

- 903 : Louis l'Enfant est jeune : sept ans. Gebhard de Lotharingie est installé par les ecclésiastiques qui administrent à la place de l'enfant avec les fonctions de duc[2],[3].

### Années 911 à 920
- 910 : 

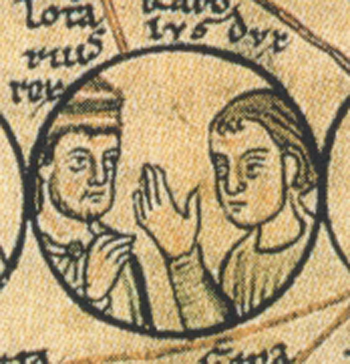
Charles de Lorraine et son frère Lothaire de France.

  - les religieuses de l'Abbaye de Remiremont, menacées par l'invasion des Hongrois, trouvèrent refuge à Remiremont, qui se développa autour d'une villa des rois francs, et au XIe siècle, elles s'y installèrent définitivement, adoptant la règle de saint Benoît, moins rigoureuse.
  - juin : Regnier au long col remplace Gebhard de Lotharingie après son décès lors d'une bataille contre les Hongrois[2].

- 911 : à la mort de Louis l'Enfant, la Lotharingie passe sous le contrôle du roi de Francie occidentale Charles le Simple auquel se rallient les aristocrates[2].

- 915 - 916 : Gislebert de Lotharingie hérite des biens et possessions propres de son père Reignier, de son vivant premier des comtes de Lotharingie et sans doute premier dignitaire du royaume lotharingien. Il obtient du roi ses fonctions comtales succédant à son père à tête du riche comté de Maasgau.

- 917 et 919 : invasions des Magyars en Lorraine[4].

- 918 : Gislebert de Lotharingie, soutenu par le saxon Henri Ier se révolte contre Charles le Simple[5].

### Années 921 à 930

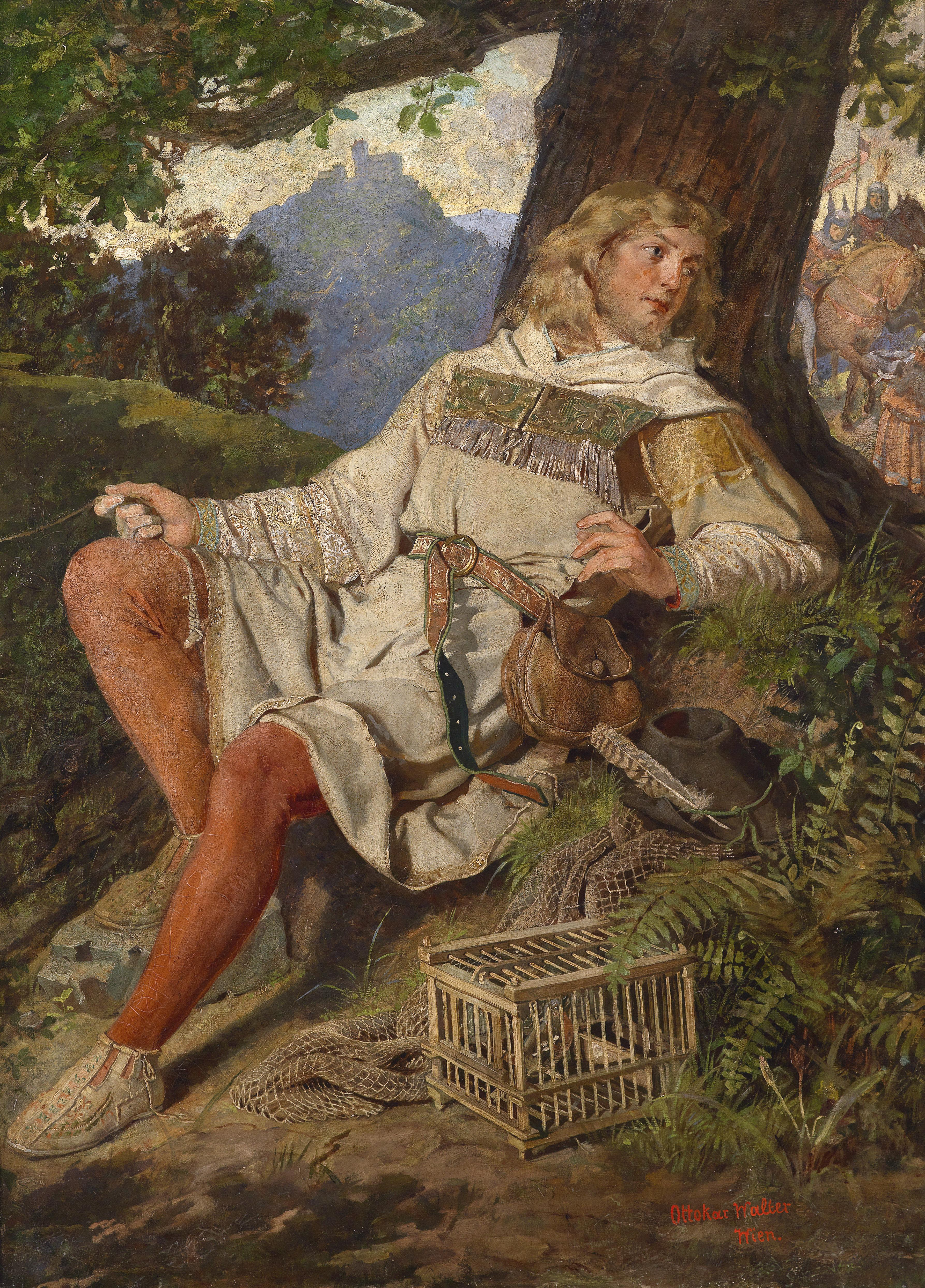
Portrait imaginaire d'Henri Ier de Germanie par Ottokar Walter (1904).

- 921, 7 novembre : traité de paix signé à Bonn entre Henri l'Oiseleur et Charles le Simple[6]. La souveraineté de Charles le Simple sur la Lotharingie est reconnue[5].

- 922 : 
  - Gauzelin devient évêque de Toul (jusqu'en 962).
  - Printemps[7] : le roi Charles III le Simple est destitué. Il avait voulu donner à son conseiller Haganon l’abbaye de Chelles dont l’abbesse était Rothilde, issue de la famille carolingienne. Son gendre, Hugues, fils de Robert, duc des Francs, prend la tête d’un important mouvement de révolte[8]. Les aristocrates du nord abandonnent Charles, qui battu à Laon se réfugie en Lorraine[9].
  - 30 juin : le comte Robert Ier, frère d'Eudes, élu le 29 juin par les grands vassaux laïques et ecclésiastiques, est sacré roi de Francie Occidentale par l’archevêque de Sens Gautier à Reims (fin de règne en 923)[7]. Il remplace son prédécesseur carolingien. Après son couronnement Robert envoie son fils Hugues en Lorraine lever le siège du château de Chèvremont entrepris par Charles le Simple[9].

- 923 : 
  - Henri l'Oiseleur entame la conquête de la Lotharingie, profitant de l'emprisonnement de Charles le Simple détrôné à la suite de contestations internes. Dans le même temps, les seigneurs lotharingiens sont incités par Gislebert à se tourner vers l'est, vers les saxons[10].
  - Conférence sur la Roer au début de l'année entre Robert Ier et Henri l'Oiseleur qui abandonne le parti de Charles le Simple ; Robert obtient des Lorrains une trêve jusqu'en octobre et rentre en France où il congédie les contingents bourguignons[9].

- 925 : Henri l'Oiseleur conquiert la ville de Metz défendue par son évêque Wigéric, la conquête s'achève[11]. La Lorraine devient un duché de l'Empire germanique[4] après que Henri Ier a réussi à rallier l'aristocratie lotharingienne à sa cause et obtenu la neutralité de Charles le Simple.

- 926 à 927 : invasions hongroises[5].

- 927 : Bennon de Metz devient évêque de Metz.

- 928 : 
  - l'évêque de Toul achète Gondreville à Henri Ier de Germanie.
  - Henri Ier donne sa fille Gerberge de Saxe à Gislebert de Lotharingie en même temps qu'il le nomme Duc de Lotharingie[11].

- 929 : Adalbéron Ier de Metz (vers 905 -26 avril 962), devient évêque de Metz (jusqu'en 954).

### Années 931 à 940

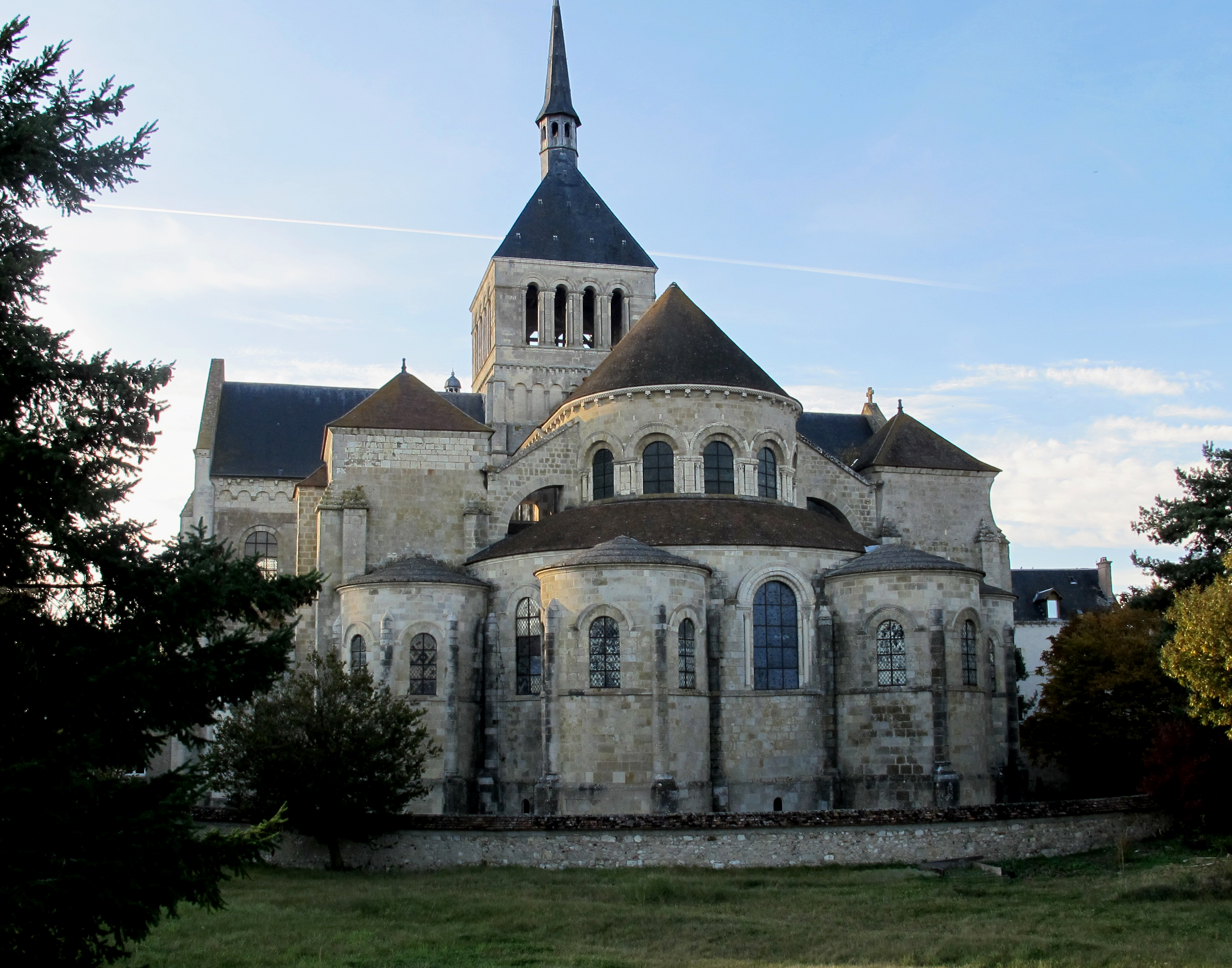
Abbaye de Fleury

- 934 : Adalbéron Ier de Metz met à la disposition de Jean de Vandières l'abbaye de Gorze, c'est le début de la réforme monastique qui se propage dans tout l'empire[11].

- 935 : rencontre sur les bords de la Chiers entre Raoul de Bourgogne roi des Francs et Henri Ier de Bavière qui débouche sur un accord que officialise l'appartenance de la Lotharingie au roi saxon[11].

- 936 : saint Gauzelin, que le roi Charles le Simple désigna comme évêque de Toul[12], à la suite d'une visite à l'abbaye de Fleury à Saint-Benoît-sur-Loire, fonda en Lorraine le monastère masculin de Saint-Epvre et l'abbaye de benedictines de Bouxières-aux-Dames[13].

- 938 : Gislebert de Lotharingie se révolte contre Othon Ier du Saint-Empire, roi de Germanie depuis 936, en cherchant appui auprès du roi de France, Louis IV d'Outremer[11].

- 939 : 
  - Gislebert de Lotharingie  est battu à Andernach et se noie dans le Rhin. Louis IV d'Outremer retourne sur ses terres. Othon Ier du Saint-Empire met fin à l'autonomie de la Lotharingie[11].
  - Henri Ier de Bavière devient duc de Lotharingie.
  - Adalbéron 1er, évêque de Metz, détruit Thionville.

- 940 : Othon de Verdun gouverne pour 4 années jusqu'à sa mort[14].

### Années 941 à 950
- 942 : Otton Ier, roi de Germanie prend la Lorraine à Louis IV d'Outremer, roi des francs[15].

- 944 : Conrad le Roux reçoit de Othon la charge de gouverner le duché[14].

- 945 : le comté de Scarpone passe aux mains de la maison d'Ardenne (ou Ardenne-Verdun), d'où sont issus notamment Sigefroid, premier comte de Luxembourg, et Godefroy de Bouillon, fondateur du royaume latin de Jérusalem.

### Années 951 à 960

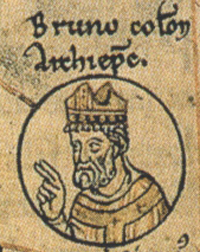
Brunon de Cologne

- 951 : Frédéric Ier de Lorraine fait construire un château dominant la vallée de l'Ornain pour protéger ses terres. C'est l'origine du développement de Bar-le-Duc[14].

- 953 : Conrad le Roux est destitué[16]. Il s'allie aux Hongrois avec lesquels il saccage Metz, Toul et toute la région[14].

- 954 : siège de Scarpone par les Hongrois[14].

- 959 : Brunon, archevêque de Cologne, frère de l'empereur Otton divise la Lotharingie en deux duchés[17] :
  - la Basse-Lotharingie en suivant les limites de la province ecclésiastique de Trèves, comprenant le Brabant et le Pays Liégeois ;
  - la Haute-Lotharingie, qui deviendra le duché de Lorraine[4], ou Lorraine Mosellane comprenant les régions de Metz, Toul, des Vosges et de l'ancienne Belgique Première.

### Années 961 à 970

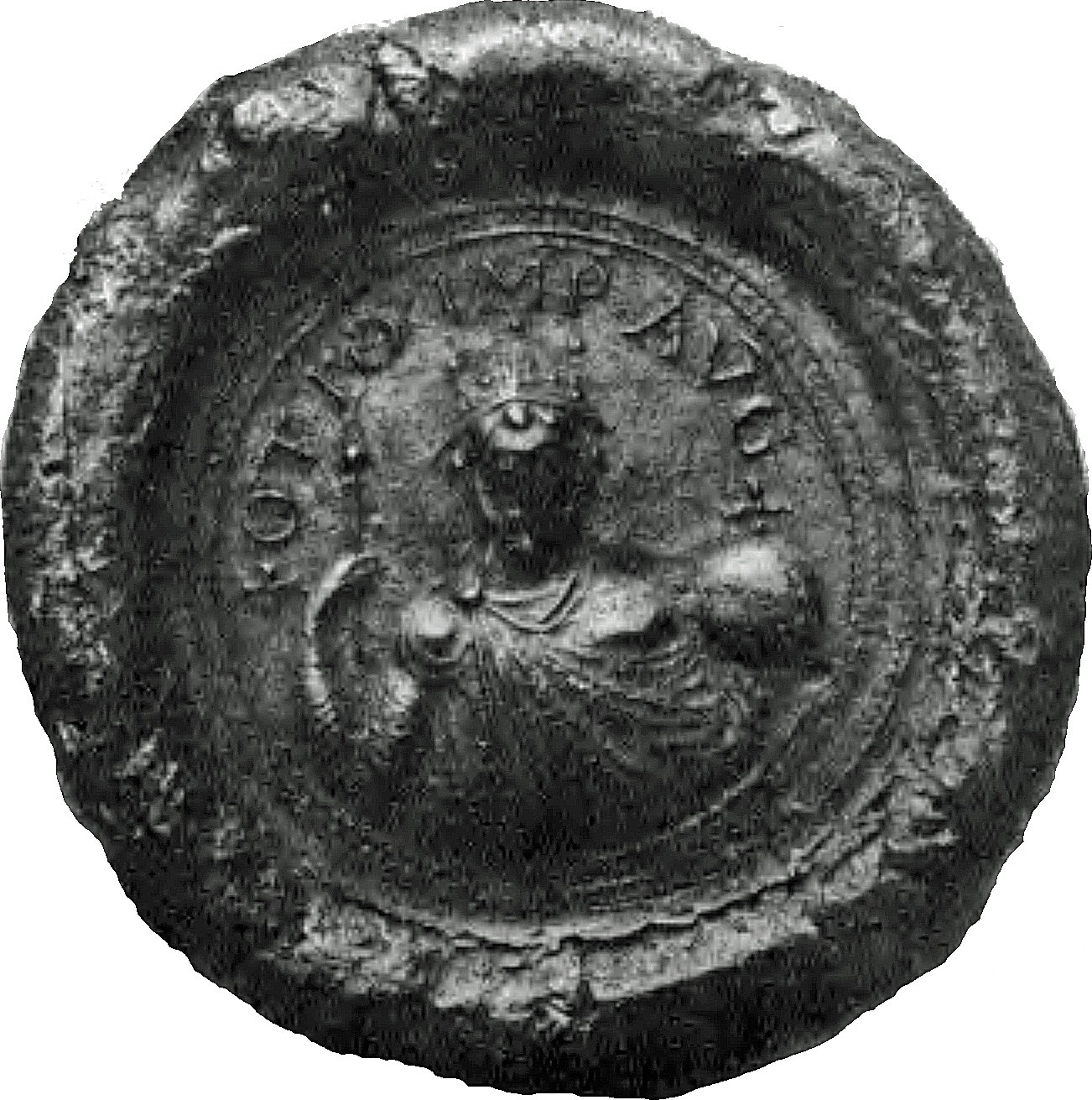
Sceau impérial d'Otton Ier (968).

- 960 : première mention de Mirecourt, dans un acte de l'empereur Otton II.

- 962 : décès de saint Gauzelin.

- 963 : 
  - Sigefroid de Luxembourg (Sigebert), frère du duc Frédéric Ier de Lorraine s'installe à Luxembourg, fonde une forteresse et étend son territoire de Salm en Ardennes à Longwy et vers Metz[16] .
  - Gérard devient évêque de Toul (jusqu'en 994).

- Entre 963 et 967, l'évêque Gérard de Toul fait entreprendre la construction d'une cathédrale romane sur l'emplacement des trois basiliques du Ve siècle qui ne formeront plus qu'un seul édifice.

- 965 : 
  - la séparation entre Basse-Lotharingie et Haute-Lotharingie[4] devient effective à la mort de Brunon.
  - Frédéric Ier de Lorraine devient duc de Haute-Lotharingie[18].

### Années 971 à 980
- Vers 970 - 980 : Thierry Ier, évêque de Metz, fonde Épinal[19].
- 977 : Frédéric (ou Ferry), comte de Bar, est officiellement nommé duc de Haute-Lotharingie, titre qui passe ensuite à ses descendants jusqu’en 1033.
- 978 : 
  - Printemps : Lothaire essaie de s'emparer de la Lotharingie. Il est repoussé avant Aix-la-Chapelle par Otton II et lors de son retour, Thierry Ier défend Metz avec succès[20].
  - à la mort de Frédéric Ier, son fils Thierry lui succède. Béatrice de France administre le duché à sa place compte tenu de son jeune âge[21].

- 980, juillet : entrevue de Margut entre Lothaire et Otton II. La fin des hostilités est proclamée et Lothaire renonce à la Lotharingie[20].

### Années 981 à 990
- 983 : 

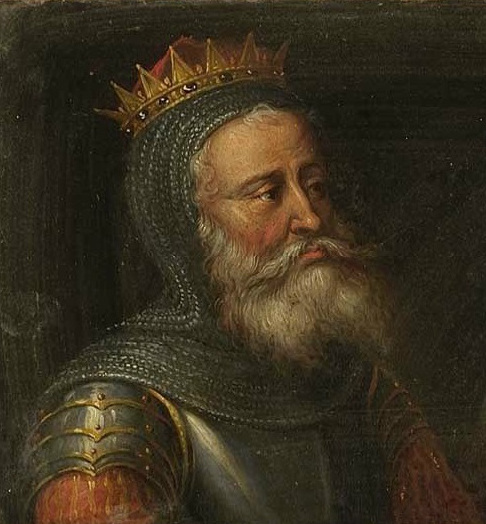
Godefroy Ier comte de Verdun, dit le captif

  - invasion de la Lorraine par Lothaire ;
  - 20 juin : diplôme de Otton III du Saint-Empire confirmant la création de l'Abbaye Saint-Vincent de Metz et d'un marché à Épinal[22].

- 984 : 
  - Passant outre à la promesse qu'il avait faite à Margut, Lothaire se lance à l'assaut du duché, prend Verdun. Il laisse à sa femme Emma le soin de veiller sur la cité qui est reprise la même année[23].
  - Adalbéron II de Metz né vers 958, mort le 14 décembre 1005 fut évêque de Verdun puis évêque de Metz de 984 à 1005.

- 985 : le roi de France, Lothaire, reprend Verdun[23], fait prisonnier le comte Godefroy et vient mettre le siège devant Scarpone.

- 987, 17 juin : le comte Godefroy est libéré, s'installe une longue paix avec la France[23].

- Vers 990 : Haymon, évêque de Verdun fait bâtir une nouvelle cathédrale de style roman à Verdun[23]. La Cathédrale Notre-Dame de Verdun, dédiée à la Vierge Marie, est construite selon le plan roman-rhénan. Elle est donc la plus ancienne de Lorraine et l'une des plus anciennes d'Europe.

### Années 991 à 1000

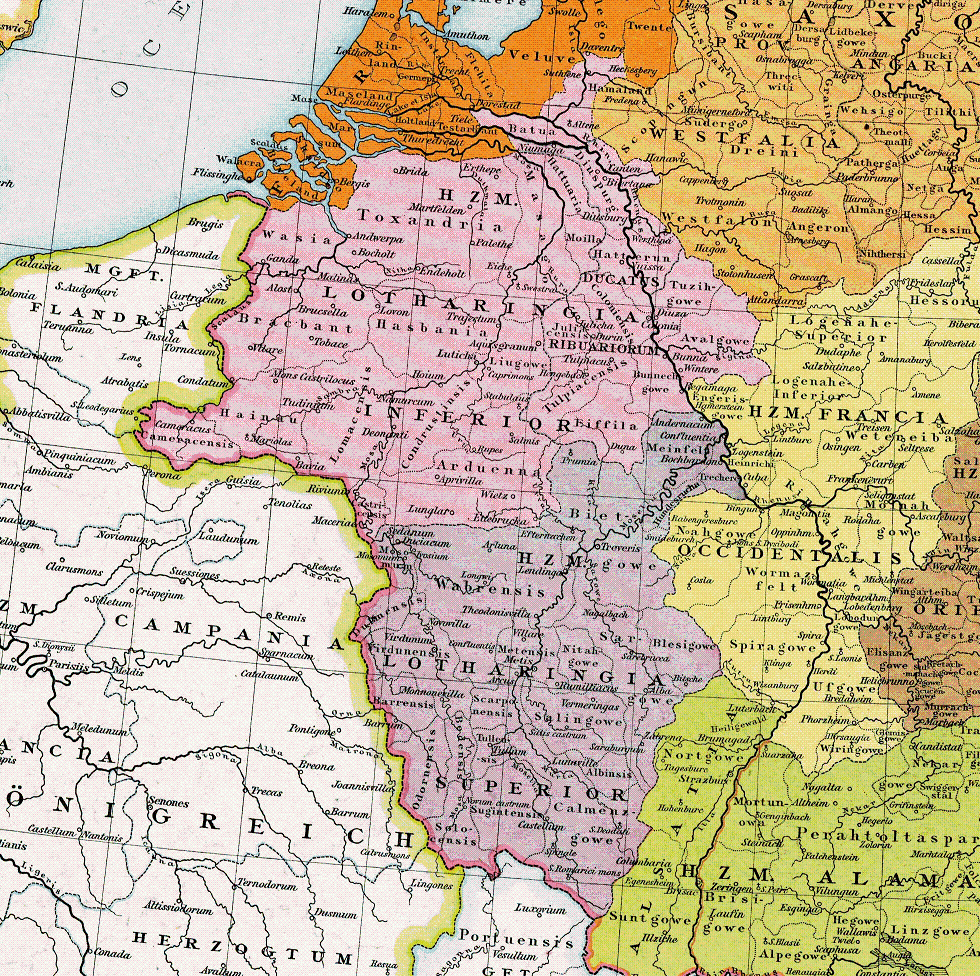
Le duché de Lotharingie en l'an 1000.

- 991 : Charles de Basse-Lorraine, duc carolingien et ancien prétendant au trône de France, affronte Hugues Capet et est emprisonné.

- 996 : forme la plus ancienne de Badonviller : Badonviler.

- 997 : Frédéric, fils de Godefroy le Captif, cède le comté de Scarpone à Haymon (ou Heimon), évêque de Verdun et fondateur du village de Dieu-le-Wart (Dieulouard) : cette cession deviendra effective à la mort de Frédéric, en 1022. La tradition locale fait remonter à la même époque la construction du château actuel et l’érection de Dieulouard en village distinct de Scarpone.

- Vers 999 : l'édification d'un château près d'un pont enjambant la Vezouze et d'une abbaye dédiée à Saint Rémy marque la naissance de la cité de Lunéville[23]

## Naissances
- Vers 960 à Metz : Guershom ben Yehouda de Mayence, dit Rabbenou Guershom Meor Hagola (hébreu : רבינו גרשום מאור הגולה, « notre maître Guershom, luminaire de l’exil »), rabbin, talmudiste et décisionnaire rhénan des Xe et XIe siècles (décédé à Mayence en 1028).

## Décès
- 910, 22 juin : Gebhard de Lotharingie[2].

- 911, 20 ou 24 septembre : Louis l'Enfant[2].

- 978 : Frédéric Ier de Lorraine[24].

- 984, 7 septembre : Thierry Ier de Metz.

- 986 : Lothaire de France[23]

- 987 : Louis V[23]